# 진주익룡발자국전시관

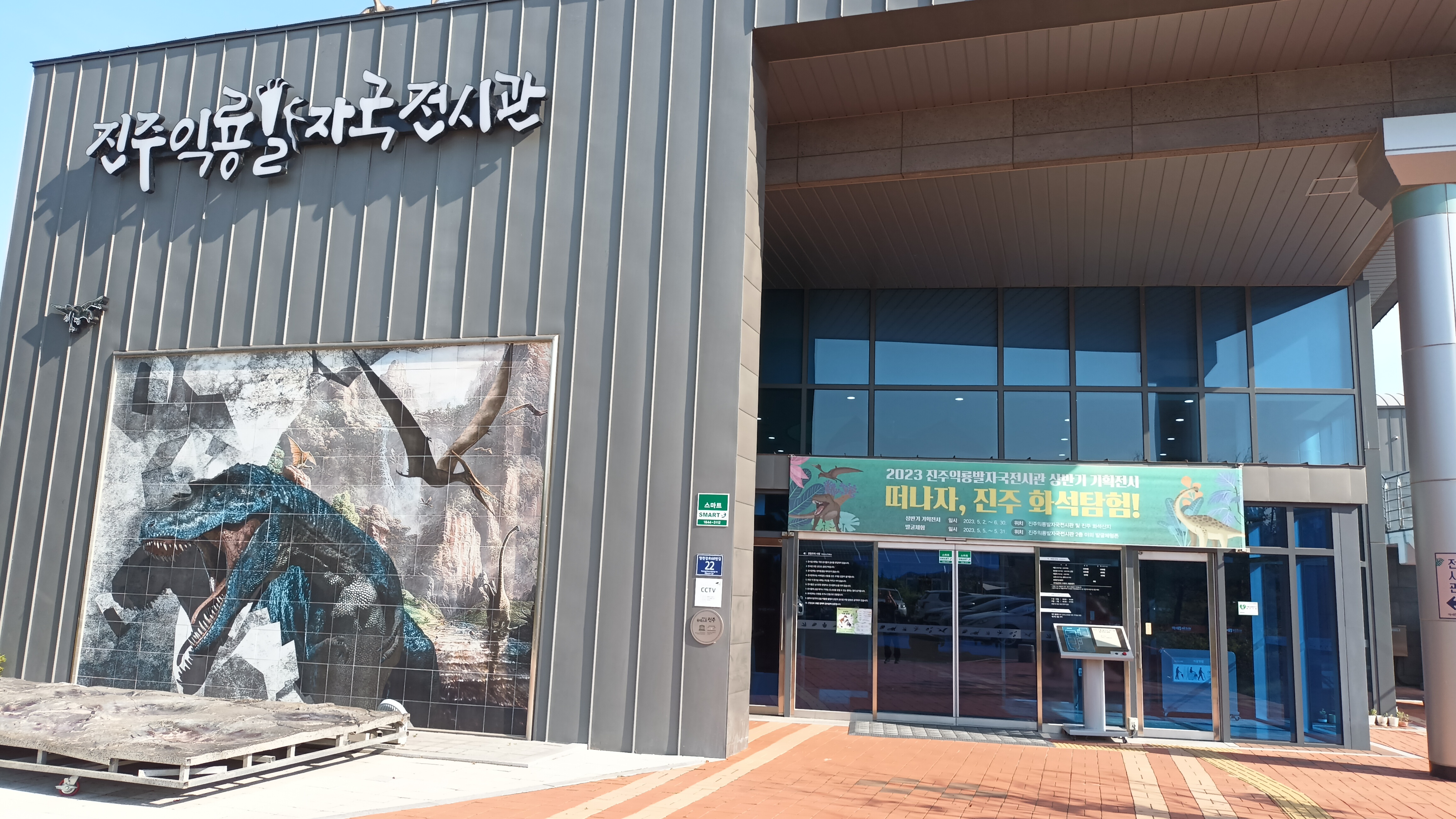
진주익룡발자국전시관 입구

진주익룡발자국전시관(晉州翼龍발자국展示館)은 대한민국 경상남도 진주시 충무공동에 위치한 익룡 발자국 화석을 전시하는 박물관이다. 경남진주혁신도시 개발 도중 발견된 진주층의 화석들을 전시하고 있다. 

## 개요
경상남도 진주시는 중생대 백악기의 퇴적 분지인 경상 분지 남부에 위치해, 진주시의 지질은 중생대 백악기의 퇴적암 지층 경상 누층군으로 구성되며 다수의 화석이 산출된다. 경상 누층군 진주층은 경상북도 의성군에서 대구광역시와 표식지인 진주시를 지나 남해군까지 측방으로 200 km 연장되는 경상 누층군 신동층군의 지층으로 진주시 내에서 1,800 m의 두께로 광범위하게 분포한다. 
경남진주혁신도시를 조성하면서 이 지역에 분포하는 진주층에서는 4차례에 걸친 발굴 조사를 통해 2,500개 이상의 익룡, 150개 이상의 공룡, 1,000개 이상의 새발자국과 악어, 거북, 도마뱀 및 포유류 발자국과 보행렬이 발견되었다. 3차와 4차 발굴 현장에서 새롭게 발견된 익룡 발자국 군집은 보존 상태, 개체수, 밀도 및 다양성 측면에서 세계에서 가장 큰 익룡 발자국 기록이 남아있다. 특히, 3차 발굴현장은 백악기 척추동물의 생흔분류, 화석생성, 육상생태적 측면의 종합적인 이해를 높일 수 있는 가치를 인정받아 2011년 11월 천연기념물로 지정되었고 2019년 11월 19일 개관한 진주익룡발자국전시관도 이 자리에 세워졌다. 화석산지 현장에서 산출한 진주층의 최대 퇴적연령은 약 106.5 Ma이며 백악기 알비절(Albian)에 대비된다.
경남진주혁신도시에 분포하는 진주층에서 세계에서 가장 오래된 개구리의 발자국 화석이 발견되었다. 진주교육대학교의 김경수 교수는 진주익룡발자국전시관 개관을 위해 실험실에 보관하던 표본들을 이관하는 과정에서 화석 표본을 면밀히 조사하다가 HTB-043 셰일 표본에서 개구리 발자국 화석을 확인했다고 밝혔다.
하수진 외(2022)는 진주익룡발자국전시관 부근의 진주층에서 기존의 보고된 익룡 발자국 화석과 구별되는 새로운 소형 익룡발자국 화석을 발견하고 Pteraichnus gracilis ichnosp. nov.으로 분류하였다. 익룔 발자국 화석의 평균 길이는 앞발 27.2 mm, 뒷발 27.8 mm, 평균폭 앞발 9.3 mm, 뒷발 12.3 mm이다. 화석 표본 CUE E4P007은 천연기념물로 지정된 충무공동 익룡, 새, 공룡 발자국 화석산지 인근에 위치한 제4차 진주혁신도시 화석문화재 발굴 현장에서 수집되었으며, 4차 발굴 현장은 6개의 익룡 발자국 층준이 발견된 3차 발굴 현장보다 층서적으로 약간 상위에 해당한다. 제3차, 4차 발굴 현장의 분포 암상은 대체로 동일하며, 이암이 교호하는 응회암/세립 사암, 이암으로 덮인 응회질/중립질사암, 응회질사암과 이암, 세립사암에서 미사암과 이암, 셰일 등으로 구성된다. 화석 표본은 현재 진주익룡발자국전시관에 전시되어 있다.
진주익룡발자국전시관은 이와 같이 경남진주혁신도시 개발 도중 발견된 진주층의 화석들을 전시하고 있는 박물관이다. 전시관 바로 옆에 진주 호탄동 익룡·새·공룡 발자국 화석산지와 함께 암회색 진주층의 노두가 대규모로 드러나 있다. 진주 호탄동 익룡·새·공룡 발자국 화석산지(The Pterosaur, Bird and Dinosaur Tracksite of Hotan-dong, Jinju, 북위 35° 10′ 08.20″ 동경 128° 08′ 21.23″ / 북위 35.1689444°  동경 128.1392306° )는 진주시 호탄동의 진주층 상에 있는 대한민국의 천연기념물 제534호로 익룡·새·공룡 발자국 화석이 풍부하게 산출된다. 이곳의 진주층은 세립 내지 중립질사암과 이암의 교호층이 지배적이다. 공룡 외에 수각류 및 새발자국 화석이 다수 발견되었으며 악어, 거북, 도마뱀 발자국과 세계에서 가장 작은 렙터 발자국 등 세계적으로도 희귀한 백악기 척추동물 발자국 화석이 보고된 곳이다. 이 화석 산지에서 수습된 화석과 보존 상태가 우수한 익룡 발자국 화석층 일부는 현재 진주익룡발자국전시관의 수장고와 보호각에서 확인할 수 있다.
| 구분 | 구분             | 개인  | 단체  |
| --- | ---------------- | ----- | ----- |
| 성인 | 성인             | 2,000 | 1,500 |
| 청소년 및 군인                                                                                                | 청소년 및 군인   | 1,000 | 800   |
| 어린이 | 어린이           | 500   | 400   |
| 노인 (65세 이상)                                                                                              | 노인 (65세 이상) | 무료  | 무료  |
| 유아 (6세 이하)                                                                                               |                  | 무료  | 무료  |
| 진주시민, 산청군민, 경남가족단위 관람객 남해안 남중권, 자매도시, 동주도시, 혁신도시 시군구민 두자녀 이상 가정 | 어른             | 1,000 | 1,000 |
| 진주시민, 산청군민, 경남가족단위 관람객 남해안 남중권, 자매도시, 동주도시, 혁신도시 시군구민 두자녀 이상 가정 | 청소년           | 500   | 500   |
| 진주시민, 산청군민, 경남가족단위 관람객 남해안 남중권, 자매도시, 동주도시, 혁신도시 시군구민 두자녀 이상 가정 | 어린이           | 250   | 250   |

## 찾아가는 길
진주익룡발자국전시관은 진주시 충무공동 진주포레스트부영아파트 동쪽에 위치한다. 지번은 진주시 충무공동 136, 도로명주소는 진주시 영천강로68번길 22 으로 영천강로68번길과 이어진 소규모 주차장이 있다.

## 사진
진주익룡발자국전시관
- 진주익룡발자국전시관 입구
북위 35° 10′ 07.8″ 동경 128° 08′ 22.1″ / 북위 35.168833°  동경 128.139472°
- 악어 발자국 화석
- 수각류 발자국 화석
- 화석 발굴 과정.
- 익룡 발자국 화석
- 수각류 발자국 화석
- 거북 발자국
- 익룡 발자국 발견 현황
- 전시관 북쪽 영천강로 68길 도로변에 드러난 진주층의 노두
북위 35° 10′ 09.6″ 동경 128° 08′ 18.5″ / 북위 35.169333°  동경 128.138472° 
(뒤로 보이는 아파트는 진주포레스트부영아파트 106동)

## 같이 보기
- 진주시의 지질
- 경상 누층군 진주층
- 경남진주혁신도시
- 진주 유수리 백악기 화석 산지 - 진주시 내 하산동층의 화석산지
- 진주 가진리 새발자국과 공룡발자국화석 산지 - 진주시 내 함안층의 화석산지